# Wibatech Fuji Żory/Saison 2014
Dieser Artikel listet Erfolge und Fahrer des Radsportteams Wibatech Fuji Żory in der Saison 2014 auf.

## Zugänge – Abgänge
| Zugänge            | Team 2013                    | Abgänge             | Team 2014          |
| ------------------ | ---------------------------- | ------------------- | ------------------ |
| Tomasz Smoleń      | Bank BGŻ                     | Paweł Franczak      | ActiveJet Team     |
| Sławomir Kohut     | Las Vegas Power Energy Drink | Tomasz Mickiewicz   | ActiveJet Team     |
| Konrad Kott        | Las Vegas Power Energy Drink | Andrzej Bartkiewicz | Weltour-Guerciotti |
| Mateusz Czajkowski | Neoprofi                     | Jakub Kaczmarek     | Telcom-Gimex       |
| Piotr Jaromin      | Neoprofi                     | Szymon Godras       | Unbekannt          |
| Tobiasz Lis        | Neoprofi                     | Zbigniew Gucwa      | Unbekannt          |
| Wojciech Migdał    | Neoprofi                     | Łukasz Osiecki      | Unbekannt          |
| Paweł Piotrowicz   | Neoprofi                     | Jakub Średziński    | Unbekannt          |
| Wojciech Rowicki   | Neoprofi                     | Marcin Urbanowski   | Unbekannt          |
|                    |                              | Marcin Wolski       | Unbekannt          |

## Mannschaft
| Name               | Geburtstag         | Nationalität |
| ------------------ | ------------------ | ------------ |
| Mateusz Czajkowski | 22. Oktober 1989   | Polen        |
| Piotr Jaromin      | 8. Juni 1994       | Polen        |
| Sławomir Kohut     | 18. September 1977 | Polen        |
| Konrad Kott        | 18. November 1993  | Polen        |
| Tobiasz Lis        | 14. März 1995      | Polen        |
| Wojciech Migdał    | 27. März 1991      | Polen        |
| Wiktor Mrożek      | 29. Juli 1993      | Polen        |
| Paweł Piotrowicz   | 15. August 1991    | Polen        |
| Wojciech Rowicki   | 27. Oktober 1995   | Polen        |
| Tomasz Smoleń      | 3. Februar 1983    | Polen        |
| Krzysztof Tracz    | 9. Januar 1990     | Polen        |